# Bangkok Noi
Bangkok Noi é um dos 50 distritos de Banguecoque, na Tailândia, situado à oeste do Rio Chao Phraya. Conta com uma população de 126 823 habitantes (2009).

## Administração
O distrito de Bangkok Noi está subdividido em 5 subdistritos (Kwaeng):
| 1. | Siri Rat      | ศิริราช     |
| 2. | Ban Chang Lo  | บ้านช่างหล่อ |
| 3. | Bang Khun Non | บางขุนนนท์  |
| 4. | Bang Khun Si  | บางขุนศรี   |
| 5. | Arun Amarin   | อรุณอมรินทร์ |